# 金斯頓鎮區 (密蘇里州華盛頓縣)
金斯頓鎮區（英語：Kingston Township）是位於美國密蘇里州華盛頓縣的一個行政鎮區。

## 地方資料
金斯頓鎮區的面積為101.16平方千米，當中陸地面積為100.60平方千米，而水域面積為0.56平方千米。根據2020年美國人口普查的數據，當地共有人口1493人，而人口密度為每平方千米14.76人。